# Chvilka pro tebe
Chvilka pro tebe je český týdeník pro ženy vycházející od roku 1996. Vydává jej mediální společnost MAFRA (dříve Bauer Media). Patří mezi nejčtenější ženské časopisy na českém trhu.
Časopis cílí na křížovkáře a čtenáře, kteří by chtěli vyhrát nějakou cenu. Křížovky, osmisměrky, kvízy a další soutěže jsou umístěny v samostatné části. Magazín rovněž obsahuje články o lidských osudech, které píší sami čtenáři. Bývají doprovázeny názory odborníků. V pravidelných rubrikách se vyskytují kuchařské recepty, texty o zdraví, životním stylu či cestování.
Roku 2002 dosáhla odhadovaná čtenost časopisu 611 tisíc. V roce 2012 se Chvilka pro tebe stala časopisem roku, když její prodaný náklad překonal 100 000 výtisků. V roce 2014 odhadovaná čtenost magazínu činila 477 tisíc a Chvilka pro tebe tak obsadila 4. pozici v žebříčku. Meziročně jí poklesla čtenost o 21 procent. V prvním a druhém čtvrtletí roku 2020, tedy v období poznamenaném koronavirovou pandemií, byl průměrný prodaný náklad časopisu 58 974 výtisků a průměrná čtenost 302 000 čtenářů a čtenářek, v kategorii časopisů pro ženy v rámci průzkumu Media Projekt na 2. místě za Bleskem pro ženy.